# Tour of Małopolska

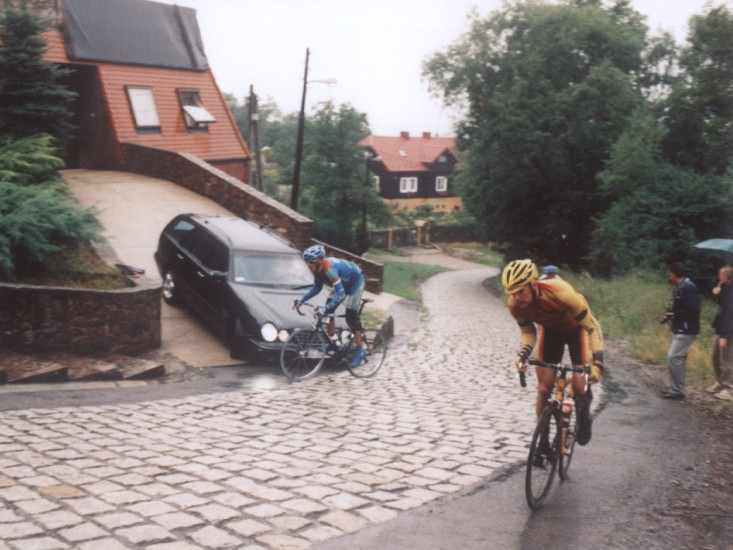
Berühmte Teilstrecke des Rennens bei der Mikołaja-Kopernika-Straße in Wieliczka 2007

Die Tour of Małopolska oder Małopolski Wyścig Górski (dt. Bergrennen von Kleinpolen) ist ein polnisches Etappenrennen für Straßenradsport.
Das Etappenrennen wurde im Jahr 1961 zum ersten Mal ausgetragen. Das Etappenrennen wird meist über 3 bis 4 Etappen sowie einem Prolog ausgeführt. Einzelzeitfahren werden häufig ausgetragen, sind jedoch kein fester Bestandteil des Etappenrennens. Die einzelnen Etappen haben einen sehr bergigen bzw. bergigen Verlauf und zeichnen sich durch eine Vielzahl schwieriger Anstiege aus. Das Profil der Strecke führt dazu, dass viele Teilnehmer oft ausscheiden und die Hälfte oder weniger der Teilnehmer, die zu Beginn des Rennens erschienen sind, die Ziellinie der letzten Etappe erreichen.
2003 und 2004 wurde das Rennen in der UCI-Kategorie 2.5 ausgetragen und seit 2005 ist es Teil der UCI Europe Tour und dort in die UCI-Kategorie 2.2 eingestuft. Das Rennen findet jährlich im Juni statt. Rekordhalter als Sieger in der Gesamtwertung ist der Pole Zbigniew Piątek mit drei Erfolgen und gleichzeitig mit den meisten Podiumsplatzierungen (8 ×). Ryszard Szurkowski ist der Fahrer mit den meisten Etappensiegen (8 ×).

## Palmarès
| Jahr | Sieger               | Zweiter               | Dritter               |
| ---- | -------------------- | --------------------- | --------------------- |
| 1961 | Roman Chtiej         | Adam Gęszka           | Andrzej Piechaczek    |
| 1962 | Antoni Palka         | Benedykt Baścik       | Franciszek Surmiński  |
| 1963 | Franciszek Surmiński | Jan Magiera           | Benedykt Baścik       |
| 1964 | Józef Dylik          | Zygfryd Widera        | Emil Szpitalny        |
| 1965 | Marian Forma         | Władysław Kozłowski   | Antoni Palka          |
| 1966 | Czesław Polewiak     | Emil Szpitalny        | Paweł Świderski       |
| 1967 | Henryk Woźniak       | Franciszek Surmiński  | Tadeusz Prasek        |
| 1968 | Marian Forma         | Antoni Palka          | Ryszard Zapała        |
| 1969 | Bogdan Langiewicz    | Marian Nawrot         | Wiktor Kohut          |
| 1970 | Jan Baćkowski        | Jan Bylicki           | Jan Smyrak            |
| 1971 | Zbigniew Krzeszowiec | Szczepan Klimczak     | Wojciech Matusiak     |
| 1972 | Edward Barcik        | Lucjan Lis            | Stanisław Szozda      |
| 1973 | Jerzy Rzepka         | Florian Andrzejewski  | Tadeusz Ochot         |
| 1974 | Ryszard Szurkowski   | Stanisław Szozda      | Hans-Joachim Hartnick |
| 1975 | Janusz Kowalski      | Edward Barcik         | Wojciech Matusiak     |
| 1976 | Stanisław Szozda     | Tadeusz Mytnik        | Tadeusz Zawada        |
| 1977 | Ryszard Szurkowski   | Józef Kołopajło       | Jan Brzeźny           |
| 1978 | Tadeusz Mytnik       | Florian Andrzejewski  | Bronisław Ebel        |
| 1979 | Krzysztof Sujka      | Ryszard Szurkowski    | Mieczysław Nowicki    |
| 1980 | Roman Cieślak        | Tadeusz Mytnik        | Zbigniew Szczepkowski |
| 1981 | Czesław Lang         | Mieczysław Korycki    | Zbigniew Krasniak     |
| 1982 | Jan Muzyka           | Zbigniew Szczepkowski | Bogdan Wodok          |
| 1983 | Roman Cieślak        | Paweł Kowalski        | Andrzej Oleksiewicz   |
| 1984 | Tadeusz Krawczyk     | Paweł Bartkowiak      | Jerzy Jagieła         |
| 1985 | Zbigniew Albin       | Andrzej Sypytkowski   | Darius Kaiser         |
| 1986 | Paweł Bartkowiak     | Zenon Jaskuła         | Andrzej Sypytkowski   |
| 1987 | Andrzej Sypytkowski  | Mieczysław Karłowicz  | Thilo Fuhrmann        |
| 1988 | Zdzisław Krudysz     | Krzysztof Sobieraj    | Marian Gołdyn         |
| 1989 | Zbigniew Piątek      | Sławomir Frejowski    | Jan Skowronek         |
| 1990 | Andrzej Maćkowski    | Zbigniew Spruch       | Zbigniew Piątek       |
| 1991 | Jacek Bodyk          | Zbigniew Piątek       | Radosław Romanik      |
| 1994 | Piotr Przydział      | Radosław Romanik      | Krzysztof Drożdż      |
| 1995 | Tomasz Brożyna       | Karsten Niemann       | Radosław Romanik      |
| 1996 | Andrzej Mierzejewski | Tomasz Kłoczko        | Grzegorz Gwiazdowski  |
| 1997 | Dainis Ozols         | Piotr Chmielewski     | Andrzej Sypytkowski   |
| 1998 | Zbigniew Piątek      | Piotr Chmielewski     | Radosław Romanik      |
| 1999 | Tomasz Brożyna       | Radosław Romanik      | Piotr Chmielewski     |
| 2000 | Grzegorz Rosoliński  | Paweł Niedźwiecki     | Zbigniew Piątek       |
| 2001 | Zbigniew Piątek      | Alexei Nakazny        | Piotr Przydział       |
| 2002 | Radosław Romanik     | Cezary Zamana         | Zbigniew Piątek       |
| 2003 | Cezary Zamana        | Bartosz Huzarski      | Radosław Romanik      |
| 2004 | Ondřej Fadrny        | Sebastian Skiba       | Robert Radosz         |
| 2005 | Cezary Zamana        | Bartosz Huzarski      | Radosław Romanik      |
| 2006 | Marek Rutkiewicz     | Marek Maciejewski     | Marcin Sapa           |
| 2007 | Mateusz Komar        | Radosław Romanik      | Dawid Krupa           |
| 2008 | Marcin Sapa          | Mariusz Witecki       | Sergei Firsanow       |
| 2009 | Artur Detko          | Jacek Morajko         | Mateusz Mróz          |
| 2010 | Jacek Morajko        | Alessandro Bertuola   | Mateusz Taciak        |
| 2011 | Tomasz Marczyński    | Marek Rutkiewicz      | Łukasz Bodnar         |
| 2012 | Marek Rutkiewicz     | Paweł Cieślik         | Mariusz Witecki       |
| 2013 | Łukasz Bodnar        | Paweł Cieślik         | Jiří Hudeček          |
| 2014 | Maximilian Werda     | Paweł Bernas          | Paweł Cieślik         |
| 2015 | Marko Kump           | Witalij Buz           | Martin Grøn           |
| 2016 | Mateusz Taciak       | Andrii Bratashchuk    | Domen Novak           |
| 2017 | Maciej Paterski      | Paweł Bernas          | Jonas Gregaard        |
| 2018 | Amaro Antunes        | Paweł Cieślik         | Anatoliy Budyak       |
| 2019 | Adam Stachowiak      | Anatoliy Budyak       | Andrea Di Renzo       |
| 2020 | Vojtěch Řepa         | Torstein Træen        | Piotr Brożyna         |
| 2021 | Michal Schlegel      | Paweł Cieślik         | Anatoliy Budyak       |
| 2022 | Jonas Rapp           | Rainer Kepplinger     | Jakub Otruba          |
| 2023 | Márton Dina          | Marcin Budziński      | Adam Ťoupalík         |
| 2024 | Riccardo Zoidl       | Márton Dina           | Jonas Rapp            |